# عبدئيل
عبدئيل (بالعبرية: עֲבְדִּיאֵל) أو كما يعرف «بخادم الله» هو ملاك في التراث الشعبي اليهودي جعله ملتون في الفردوس المفقود الملاك الذي يعارض خطط الشيطان، وربما أخذه ملتون من سفر أخبار الأيام الأولى: الأصحاح الخامس عدد 15. أحد ملائكة السيرافيم الذين عارضوا الشيطان Satan عندما حرض الملائكة على التمرد، حسبما جاء في ملحمة «الفردوس المفقود» لملتون.